# Кудрявцев, Илья Фёдорович
Илья Фёдорович Кудрявцев (16 июля 1908 или 16 [29] июля 1908, Ойкасы, Казанская губерния — 24 января 1968, Чебоксары) — советский скульптор, один из первых чувашских скульпторов.

## Биография
Родился 16 июля 1908 года в деревне Ойкасы Чебоксарского уезда Казанской губернии в бедной крестьянской семье.
В 1927—1928 годах учился в Мариинско-Посадском художественно-промышленном техникуме. В 1933 году окончил Чувашский педагогический рабфак, в 1937—1939 годах учился в студии при Горьковском художественном училище. В 1941 году окончил заочное отделение Киевского художественного института (ныне Национальная академия изобразительного искусства и архитектуры).
Пройдя Великую Отечественную войну (воевал командиром взвода зенитчиков), после демобилизации, Илья Федорович включился в творческую работу. Благодаря ежегодным командировкам в Москву он имел возможность знакомиться с известными скульпторами столицы, перенимал у них богатый опыт для своей работы. Им был создан ряд скульптурных портретов известных людей Чувашии: монументальная скульптура «Сталин и Ворошилов» (была представлена на Всесоюзной выставке народных талантов), бюсты заслуженного деятеля искусства РСФСР и Чувашской АССР художника М. С. Спиридонова, заслуженного деятеля искусств Чувашской АССР композитора В. П. Воробьева, народного писателя С. В. Эльгера, чувашского поэта М. Сеспеля и других. Широкую известность получила его монументальная композиция «Полководцы», подготовленная к Всесоюзной выставке «Оборона СССР». Работы чувашского скульптора экспонировались на выставках в Казани, Сталинграде, Куйбышеве, Москве, Чебоксарах.

Памятник К. В. Иванову в Чебоксарах

Среди всех его произведений особо выделяется работа над образом основоположника чувашской литературы Константина Иванова. Памятник был установлен в Чебоксарах в 1952 году. За эту работу скульптор был удостоен Почетной грамоты Президиума Верховного Совета Чувашской АССР.
В 1950—1967 годах Илья Фёдорович Кудрявцев преподавал на курсах лепщиков при тресте «Чувашстрой», а также в кружке юных скульпторов при Доме пионеров в Чебоксарах.
Умер 24 января 1968 года в Чебоксарах. Был награждён орденом Красной Звезды и медалями.
В фонде Президиума Верховного Совета Чувашской АССР хранятся документы, относящиеся к И. Ф. Кудрявцеву.